# 시소이드

극 O

시소이드(Cissoid)는 기하학에서 두 개의 주어진 곡선 C1, C2와 점 O(극)으로부터 생성되는 평면 곡선이다. O를 지나 C1과 P1에서, C2와 P2에서 교차하는 가변 직선 L이 있다고 하자. L 위의 점 P는 {\displaystyle {\overline {OP}}={\overline {P_{1}P_{2}}}}를 만족한다. (실제로 그러한 점은 두 개가 있지만, P는 P2가 P1에서와 같은 방향으로 O에서 선택된다.) 그러면 그러한 점 P의 자취는 O에 대한 곡선 C1, C2의 시소이드로 정의된다.
약간 다르지만 본질적으로 동등한 정의가 다른 저자들에 의해 사용된다. 예를 들어, P는 {\displaystyle {\overline {OP}}={\overline {OP_{1}}}+{\overline {OP_{2}}}}를 만족하는 점으로 정의될 수 있다. 이것은 C1이 O를 통한 반사로 대체되면 다른 정의와 동등하다. 또는 P는 P1과 P2의 중점으로 정의될 수 있다. 이것은 이전 곡선이 1/2의 인수로 스케일링된 곡선을 생성한다.

## 방정식
만약 C1과 C2가 각각 {\displaystyle r=f_{1}(\theta )}와 {\displaystyle r=f_{2}(\theta )}로 극좌표계로 주어지면, 방정식 {\displaystyle r=f_{2}(\theta )-f_{1}(\theta )}는 원점에 대한 C1과 C2의 시소이드를 나타낸다. 그러나 극좌표계에서 한 점은 여러 가지 방식으로 표현될 수 있으므로, 다른 방정식을 가지는 시소이드의 다른 가지가 있을 수 있다. 특히, C1은 다음으로도 주어진다.
{\displaystyle {\begin{aligned}&r=-f_{1}(\theta +\pi )\\&r=-f_{1}(\theta -\pi )\\&r=f_{1}(\theta +2\pi )\\&r=f_{1}(\theta -2\pi )\\&\qquad \qquad \vdots \end{aligned}}}
따라서 시소이드는 실제로는 방정식으로 주어진 곡선들의 합집합이다.
{\displaystyle {\begin{aligned}&r=f_{2}(\theta )-f_{1}(\theta )\\&r=f_{2}(\theta )+f_{1}(\theta +\pi )\\&r=f_{2}(\theta )+f_{1}(\theta -\pi )\\&r=f_{2}(\theta )-f_{1}(\theta +2\pi )\\&r=f_{2}(\theta )-f_{1}(\theta -2\pi )\\&\qquad \qquad \vdots \end{aligned}}}
f1과 f2의 주기에 따라 중복으로 인해 어떤 방정식이 제거될 수 있는지는 개별적으로 결정할 수 있다.

타원 는 빨간색, 두 시소이드 가지는 검은색과 파란색 (원점)

예를 들어, C1과 C2가 모두 타원이라고 하자.
{\displaystyle r={\frac {1}{2-\cos \theta }}.}
시소이드의 첫 번째 가지는 다음으로 주어진다.
{\displaystyle r={\frac {1}{2-\cos \theta }}-{\frac {1}{2-\cos \theta }}=0,}
이것은 단순히 원점이다. 타원은 다음으로도 주어진다.
{\displaystyle r={\frac {-1}{2+\cos \theta }},}
따라서 시소이드의 두 번째 가지는 다음으로 주어진다.
{\displaystyle r={\frac {1}{2-\cos \theta }}+{\frac {1}{2+\cos \theta }}}
이것은 타원 모양의 곡선이다.
만약 각 C1과 C2가 매개변수 방정식으로 주어진다면
{\displaystyle x=f_{1}(p),\ y=px}
그리고
{\displaystyle x=f_{2}(p),\ y=px,}
그러면 원점에 대한 시소이드는 다음으로 주어진다.
{\displaystyle x=f_{2}(p)-f_{1}(p),\ y=px.}

## 특정 경우
C1이 O를 중심으로 하는 원일 때, 시소이드는 C2의 콘코이드이다.
C1과 C2가 평행선일 때, 시소이드는 주어진 선들에 평행한 세 번째 선이다.

### 쌍곡선
C1과 C2가 평행하지 않은 두 직선이고, O가 원점이라고 하자. C1과 C2의 극방정식이 다음과 같다고 하자.
{\displaystyle r={\frac {a_{1}}{\cos(\theta -\alpha _{1})}}}
그리고
{\displaystyle r={\frac {a_{2}}{\cos(\theta -\alpha _{2})}}.}
각 {\displaystyle {\tfrac {\alpha _{1}-\alpha _{2}}{2}}}만큼 회전하면 {\displaystyle \alpha _{1}=\alpha ,\ \alpha _{2}=-\alpha }라고 가정할 수 있다. 그러면 원점에 대한 C1과 C2의 시소이드는 다음으로 주어진다.
{\displaystyle {\begin{aligned}r&={\frac {a_{2}}{\cos(\theta +\alpha )}}-{\frac {a_{1}}{\cos(\theta -\alpha )}}\\&={\frac {a_{2}\cos(\theta -\alpha )-a_{1}\cos(\theta +\alpha )}{\cos(\theta +\alpha )\cos(\theta -\alpha )}}\\&={\frac {(a_{2}\cos \alpha -a_{1}\cos \alpha )\cos \theta -(a_{2}\sin \alpha +a_{1}\sin \alpha )\sin \theta }{\cos ^{2}\alpha \ \cos ^{2}\theta -\sin ^{2}\alpha \ \sin ^{2}\theta }}.\end{aligned}}}
상수들을 합치면
{\displaystyle r={\frac {b\cos \theta +c\sin \theta }{\cos ^{2}\theta -m^{2}\sin ^{2}\theta }}}
이것을 데카르트 좌표로 표현하면
{\displaystyle x^{2}-m^{2}y^{2}=bx+cy.}
이것은 원점을 지나는 쌍곡선이다. 따라서 평행하지 않은 두 직선의 시소이드는 극을 포함하는 쌍곡선이다. 유사한 유도를 통해, 역으로, 어떤 쌍곡선도 그 위의 임의의 점에 대한 두 평행하지 않은 직선의 시소이드임을 보여준다.

### 자흐라드니크의 시소이드

디오클레스의 시소이드를 시각화한 애니메이션

자흐라드니크의 시소이드(카렐 자흐라드니크의 이름을 따서 명명됨)는 원뿔 곡선과 원뿔 곡선 위의 임의의 점에 대한 직선의 시소이드로 정의된다. 이것은 여러 잘 알려진 예시를 포함하는 넓은 범위의 유리 3차 곡선족이다. 특히:
- 맥로린의 삼등분선은 다음으로 주어진다.

{\displaystyle 2x(x^{2}+y^{2})=a(3x^{2}-y^{2})}
이것은 원점 기준 원 {\displaystyle (x+a)^{2}+y^{2}=a^{2}}과 직선 {\displaystyle x=-{\tfrac {a}{2}}}의 시소이드이다.
- 직교 스트로포이드

{\displaystyle y^{2}(a+x)=x^{2}(a-x)}
이것은 원점 기준 원 {\displaystyle (x+a)^{2}+y^{2}=a^{2}}과 직선 {\displaystyle x=-a}의 시소이드이다.
- 디오클레스의 시소이드

{\displaystyle x(x^{2}+y^{2})+2ay^{2}=0}
이것은 원점 기준 원 {\displaystyle (x+a)^{2}+y^{2}=a^{2}}과 직선 {\displaystyle x=-2a}의 시소이드이다. 이것은 실제로 이 곡선족의 이름이 붙여진 곡선이며 일부 저자는 이것을 단순히 시소이드라고 부른다.
- 원 {\displaystyle (x+a)^{2}+y^{2}=a^{2}}과 직선 {\displaystyle x=ka,} (여기서 k는 매개변수)의 시소이드를 드 슬루즈의 콘코이드라고 한다. (이 곡선들은 실제로는 콘코이드가 아니다.) 이 곡선족에는 이전 예시들이 포함된다.
- 데카르트의 엽선

{\displaystyle x^{3}+y^{3}=3axy}
이것은 원점 기준 타원 {\displaystyle x^{2}-xy+y^{2}=-a(x+y)}와 직선 {\displaystyle x+y=-a}의 시소이드이다. 이를 확인하려면, 직선을 다음과 같이 쓸 수 있음에 주목하라.
{\displaystyle x=-{\frac {a}{1+p}},\ y=px}
그리고 타원을 다음과 같이 쓸 수 있다.
{\displaystyle x=-{\frac {a(1+p)}{1-p+p^{2}}},\ y=px.}
따라서 시소이드는 다음으로 주어진다.
{\displaystyle x=-{\frac {a}{1+p}}+{\frac {a(1+p)}{1-p+p^{2}}}={\frac {3ap}{1+p^{3}}},\ y=px}
이것은 엽선의 매개변수 형태이다.

## 같이 보기
- 콘코이드
- 스트로포이드